# Astrolabe Needle
Astrolabe Needle är en bergstopp i Antarktis. Den ligger i Västantarktis. Argentina, Chile och Storbritannien gör anspråk på området. Toppen på Astrolabe Needle är 50 meter över havet.
Terrängen runt Astrolabe Needle är varierad. Havet är nära Astrolabe Needle åt nordväst. Trakten är obefolkad. Det finns inga samhällen i närheten. 